# Озёрный (Татарстан)
 Озёрный  — поселок в Высокогорском районе Татарстана. Входит в состав Семиозерского сельского поселения.

## География
Находится в северо-западной части Татарстана на расстоянии приблизительно 16 км на запад по прямой от районного центра поселка Высокая Гора у речки Сухая.

## История
Основан в 1980 году как усадьба подсобного хозяйства Казанского моторостроительного производственного объединения.

## Население
Постоянных жителей было в 1989—471, 485 в 2002 году (татары 82 %), 494 в 2010.

## Разное
Около посёлка находится несколько детских оздоровительных лагерей: «Чайка» (основан в 1949 году, в советское время — ведомственный стройтреста № 1), «Родничок» (ПО «Татхимфармпрепараты»), «Берёзка» (б. ПО «Элекон»), «Пионер» (основан в 1946 году, б. КМПО).